# 尤尼安查普爾 (阿拉巴馬州)
尤尼安查普爾（英語：Union Chapel）是位於美國阿拉巴馬州沃克縣的一個非建制地區。該地的面積和人口皆未知。

## 地理
尤尼安查普爾的座標為33°49′00″N 87°10′40″W / 33.81667°N 87.17778°W，而該地的平均海拔高度為133米（即436英尺）。